# Traralgon

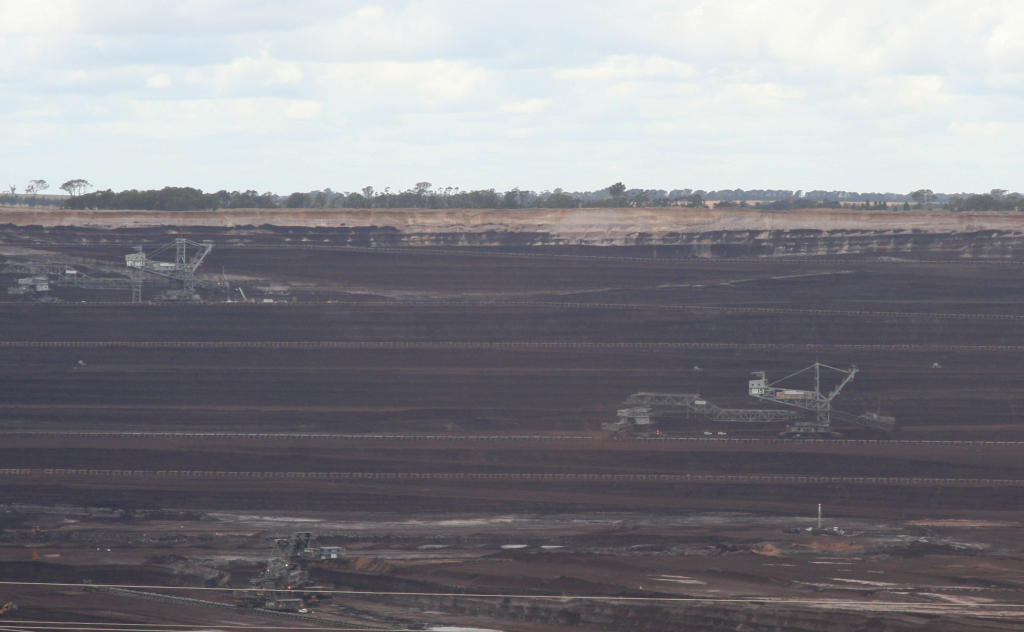
Open mijnbouw voor de centrale van Loy Yang

Traralgon is een stad in de staat Victoria in Australië. De stad telde in 2021 ongeveer 27.000 inwoners en ligt 161 kilometer ten oosten van de hoofdstad van Victoria, Melbourne. De stad is gesticht in de jaren 40 van de 19e eeuw.
Waar de naam vandaan komt is onduidelijk, maar de meeste mensen denken dat het van de Goenai taal komt: tarra betekent rivier en algon betekent visje of kleine vis. Echter zijn deze woorden niet terug te vinden in kennis over van de Goenai taal, want het woord voor rivier is volgens moderne taalkundigen wun wun of wurn wurn.
Ten zuiden van Traralgon ligt de elektriciteitscentrale Loy Yang, een van de belangrijkste in Victoria met een totaal vermogen van 3150 MW verdeeld over twee eenheden, Loy Yang A en B. De centrale werkt op bruinkool afkomstig uit de vlakbijgelegen dagbouwmijn, die jaarlijks circa 30 miljoen ton kolen levert. De centrale behoort met een geschatte jaarlijkse uitstoot van ongeveer 21,2 miljoen ton koolstofdioxide (CO2) tot de grootste CO2-bronnen in Australië.
Ararat ·
Ballarat ·
Benalla ·
Bendigo ·
Geelong ·
Hamilton ·
Horsham ·
Melbourne (hoofdstad) ·
Moe ·
Morwell ·
Mildura ·
Portland ·
Sale ·
Shepparton ·
Swan Hill ·
Traralgon ·
Wangaratta · 
Warrnambool ·
Wodonga